# Konrad Heinrich von der Groeben
Konrad Heinrich von der Groeben (* 4. März 1683 in Quossen, Ostpreußen; † 15. Mai 1746 in Arnstein) war ein deutscher Soldat. Er war preußischer Generalmajor und Chef des Infanterieregiments Nr. 4 sowie Erbherr vom Arnstein.

## Leben

### Herkunft
Konrad Heinrich war der Sohn des preußischen Oberstleutnants Konrad von der Groeben (1645–1712), Erbherr auf Quossen und dessen Ehefrau Luise Juliane Antoinette von der Groeben aus dem Haus Schmargendorf.

### Militärkarriere
Groeben war zunächst Page bei Kurfürst Friedrich III. Er trat im Jahr 1700 in preußische Dienste und nahm als Fähnrich, später als Sekondeleutnant im Infanterieregiment „von Anhalt-Zerbst“ während des Spanischen Erbfolgekrieges an den Schlachten bei Oudenaarde und Malplaquet sowie an den Belagerungen von Kaiserswerth und Lille teil. Am 22. Juli 1710 wurde er zum Kapitän befördert. 1715 war er als solcher beim Regiment des Königs Friedrich Wilhelm I. Am 15. August 1722 kam er als Oberstleutnant in das Infanterieregiment „von Dönhoff“. Im Jahr darauf wurde Groeben am 14. August 1723 Kommandeur des neugebildeten Füsilierregiments „von Bardeleben“ und in dieser Stellung am 1. September 1730 mit Patent vom 19. August 1728 zum Oberst befördert.
Groeben genoss auch das Vertrauen des späteren Königs Friedrich II. und wohnte in dessen Schloss Rheinsberg. Der König ernannte ihn am 7. September 1740 zum Chef des Infanterieregiments „von Glaubitz“. Am 5. Juni 1741 wurde er mit Patent vom 30. Mai 1741 Generalmajor. Mit seinem Regiment nahm Groeben im Ersten Schlesischen Krieg an der Schlacht bei Chotusitz teil und erhielt dafür den Orden Pour le Mérite. Vom 22. Juli 1742 bis zum 6. Juli 1743 hatte er zusätzlich das Kommando über Neiße und erhielt anschließend Befehl, mit seinem Regiment in die Quartiere nach Ostpreußen zu marschieren. Aufgrund seines schlechten Gesundheitszustandes, Groeben hatte deswegen bereits 1733 vergeblich um seine Demission ersucht, wurde ihm im Juni 1744 ein Urlaub bewilligt und am 2. Juli 1744 erfolgte seine Verabschiedung. Er zog sich auf sein Gut Arnstein zurück, wo er am 15. Mai 1746 starb.

### Familie
Groeben heiratete 1715 Charlotte Luise von Beneckendorff († 26. April 1726). Nach ihrem Tod heiratete er am 21. Dezember 1727 in Wesel Johanna Charlotte Luise Christiane Freiin von der Heyden (* 15. September 1705; † 7. April 1792) verheiratet. Sie war eine Tochter des General Johann Sigismund von der Heyden. Aus den Ehen gingen folgende Kinder hervor:
- Charlotte (* 1717) ⚭ 27. Oktober 1739 Ernst Albrecht von Bredow († 20. März 1741), preußischer Rittmeister im Kürassierregiment „Markgraf Friedrich“
- Otto Ludwig (* 26. April 1722), preußischer Sekondeleutnant im Infanterieregiment „von Holstein“
- Conrad Carl (* 23. März 1732; † 24. Dezember 1807), preußischer Generallandschaftsdirektor ⚭ Albertina Caroline Wilhelmine von Beneckendorff und Hindenburg (* 19. Juni 1746; † 21. Januar 1828)[2]
- Louise Dorothea (* 4. Januar 1729; † 5. April 1769) ⚭ 28. März 1746 Friedrich Ludwig von der Groeben (* 19. Februar 1708; † 14. November 1791) preußischer Hauptmann, Erbherr auf Beisleiden